# Arquivo Histórico José Ferreira da Silva
O Arquivo Histórico José Ferreira da Silva está localizado na cidade de Blumenau, estado de Santa Catarina. Está situado na antiga residência de Reinoldo Gaertner, construída na década 1920, onde, também, funciona a Biblioteca Pública Municipal Dr. Fritz Mueller. O Arquivo é administrado pela Fundação Cultural de Blumenau.  O Arquivo tem como missão receber, manter e preservar o acervo arquivístico, de origem pública e privada, de Blumenau e do Vale do Itajaí, bem como difundir esse acervo aos pesquisadores e usuários.

## História
A história do Arquivo Histórico José Ferreira da Silva começa em 1948, quando seu acervo começou a ser reunido. Nesse momento, era Arquivo Municipal de Blumenau. Dez anos depois, em 1958, sofreu incêndio que destruiu seu acervo. Tratava-se de um conjuntos de documentos da administração municipal e que abrangiam o século XIX e a primeira metade do século XX, bem como documentos que foram disponibilizados pela comunidade para o centenário da cidade, que ocorreu em 1950. Em 1972, pela Lei Municipal nº.1.835, de 7 de abril de 1972, foi novamente criado com a denominação de Arquivo Histórico José Ferreira da Silva.

## Acervo
Os documentos mais antigos do Arquivo remontam a 1832 e são referentes à compra de terras feita por Hermann Blumenau, a quais dariam início à colônia que, mais tarde, se tornou o município de Blumenau. Após o incêndio de 1958, o acervo do Arquivo foi recomposto por meio de doações de documentos (cartas, certidões, diários, mapas, fotografias). As doações foram feitas pelas famílias de Blumenau, geralmente de origem alemã, e formaram coleções temáticas. Os documentos destruídos pelo fogo, na medida do possível, foram substituídos por cópias de originais ou de segundas vias existentes no Arquivo Público do Estado de Santa Catarina. Outras fontes de pesquisas da região foram recuperadas por meio de aquisições, doações ou intercâmbio de outras instituições culturais do país ou exterior. 
Esse acervo que constitui o arquivo permanente também é resultado do trabalho iniciado pelo historiador José Ferreira da Silva, que fez doação do seu acervo particular e, com outros que foram entregues posteriormente pela comunidade, forneceram elementos necessários para a organização de um novo arquivo. O Arquivo detém uma coleção de dossiês que aborda variados assuntos sobre Blumenau e é formado por: Fundos da Administração Pública (poderes Executivo, Legislativo, Judiciário), os Fundos Pessoais Privados e Institucionais; Coleção Memórias da Cidade; Documentos da colonização alemã e italiana na região do Vale do Itajaí e Sul do Brasil; biografias e documentos sobre famílias; coleções de obras raras (biblioteca de apoio); periódicos e livros; documentação cartográfica, iconográfica, sonora e oral. Além disso, contem e os primeiros exemplares dos jornais mais antigos que foram escritos na língua alemã. Uma parte desse acervo encontra-se digitalizado.
O acervo é constituído. igualmente, por fotografias. O Arquivo guarda de materiais fotográficos do século XIX, transparências coloridas, contemporâneas ou registros em negativos.
O AHJFS publica, desde 1957, a revista "Blumenau em Cadernos" e obras bilíngues, traduzidas para o português, com a finalidade de disponibilizar, ao público, escritos dos séculos XIX e XX, antes restritos àqueles que dominavam idiomas, como alemão e italiano.